# Liste der belgischen Abgeordneten zum EU-Parlament (1994–1999)
Die Liste der belgischen Abgeordneten zum EU-Parlament (1994–1999) listet alle belgischen Mitglieder des 4. Europäischen Parlaments nach der Europawahl in Belgien 1994.

## Mandatsstärke der Parteien
- SPE: 6
- Grüne: 2
- ERA: 1
- NI: 3
- ELDR: 6
- EVP: 7

| Nationale Partei                                                               | Mandate | Fraktion                                                                    |
| ------------------------------------------------------------------------------ | ------- | --------------------------------------------------------------------------- |
| Christelijke Volkspartij (CVP)                                                 | 4       | Fraktion der Europäischen Volkspartei (EVP)                                 |
| Parti social-chrétien (PSC)                                                    | 2       | Fraktion der Europäischen Volkspartei (EVP)                                 |
| Christlich Soziale Partei (CSP)                                                | 1       | Fraktion der Europäischen Volkspartei (EVP)                                 |
| Parti Socialiste (PS)                                                          | 4       | Fraktion der Sozialdemokratischen Partei Europas (SPE)                      |
| Socialistische Partij (SP)                                                     | 2       | Fraktion der Sozialdemokratischen Partei Europas (SPE)                      |
| Parti Réformateur Libéral- 000Front démocratique des francophones 000(PRL-FDF) | 3       | Fraktion der Europäischen Liberalen, Demokratischen und Reformpartei (ELDR) |
| Vlaamse Liberalen en Democraten (VLD)                                          | 3       | Fraktion der Europäischen Liberalen, Demokratischen und Reformpartei (ELDR) |
| Agalev                                                                         | 1       | Die Grünen                                                                  |
| Ecolo                                                                          | 1       | Die Grünen                                                                  |
| Volksunie (VU)                                                                 | 1       | Fraktion der Radikalen Europäischen Allianz (ERA)                           |
| Vlaams Blok (VB)                                                               | 2       | Fraktionslose Abgeordnete (NI)                                              |
| Front National (FN)                                                            | 1       | Fraktionslose Abgeordnete (NI)                                              |
| Gesamt                                                                         | 25      |                                                                             |

## Abgeordnete
| Bild | Name                      | Lebens- daten | von              | bis                | Partei  | Fraktion | Anmerkungen                            |
| ---- | ------------------------- | ------------- | ---------------- | ------------------ | ------- | -------- | -------------------------------------- |
|      | Magda Aelvoet             | 1944          | 19. Juli 1994    | 19. Juli 1999      | Agalev  | Grüne    |                                        |
|      | Anne André-Léonard        | 1948          | 19. Juli 1994    | 19. Juli 1999      | PRL-FDF | ELDR     |                                        |
|      | Raphaël Chanterie         | 1942          | 19. Juli 1994    | 19. Juli 1999      | CVP     | EVP      |                                        |
|      | Willy De Clercq           | 1927–2011     | 19. Juli 1994    | 19. Juli 1999      | VLD     | ELDR     |                                        |
|      | Philippe De Coene         | 1960          | 19. Juli 1994    | 19. Juli 1999      | PS      | SPE      |                                        |
|      | Claude Delcroix           | 1931–2019     | 1. Mai 1998      | 19. Juli 1999      | PS      | SPE      | Nachgerückt für Raymonde Dury          |
|      | Gérard Deprez             | 1943          | 19. Juli 1994    | 19. Juli 1999      | PSC     | EVP      |                                        |
|      | Claude Desama             | 1942          | 19. Juli 1994    | 19. Juli 1999      | PS      | SPE      |                                        |
|      | Karel Dillen              | 1925–2007     | 19. Juli 1994    | 19. Juli 1999      | VB      | NI       |                                        |
|      | Raymonde Dury             | 1947          | 19. Juli 1994    | 30. April 1998     | PS      | SPE      | Nachrücker: Claude Delcroix            |
|      | Daniel Féret              | 1944          | 19. Juli 1994    | 19. Juli 1999      | FN      | NI       |                                        |
|      | Jean Gol                  | 1942–1995     | 19. Juli 1994    | 18. September 1995 | PRL-FDF | ELDR     | Nachrücker: Philippe Monfils           |
|      | Mathieu Grosch            | 1950          | 19. Juli 1994    | 19. Juli 1999      | CSP     | EVP      |                                        |
|      | José Happart              | 1947          | 19. Juli 1994    | 19. Juli 1999      | PS      | SPE      |                                        |
|      | Fernand Herman            | 1932–2005     | 19. Juli 1994    | 19. Juli 1999      | PSC     | EVP      |                                        |
|      | Mimi Kestelijn-Sierens    | 1945          | 19. Juli 1994    | 19. Juli 1999      | VLD     | ELDR     |                                        |
|      | Paul Lannoye              | 1939–2021     | 19. Juli 1994    | 19. Juli 1999      | Ecolo   | Grüne    |                                        |
|      | Nelly Maes                | 1941          | 16. Oktober 1998 | 19. Juli 1999      | VU      | ERA      | Nachgerückt für Jaak Vandemeulebroucke |
|      | Wilfried Martens          | 1936–2013     | 19. Juli 1994    | 19. Juli 1999      | CVP     | EVP      |                                        |
|      | Philippe Monfils          | 1939          | 25. Oktober 1995 | 19. Juli 1999      | PRL-FDF | ELDR     | Nachgerückt für Jean Gol               |
|      | Annemie Neyts-Uyttebroeck | 1944          | 19. Juli 1994    | 28. Juni 1999      | VLD     | ELDR     | Nachrücker: keiner                     |
|      | Antoinette Spaak          | 1928–2020     | 19. Juli 1994    | 19. Juli 1999      | PRL-FDF | ELDR     |                                        |
|      | Marianne Thyssen          | 1956          | 19. Juli 1994    | 19. Juli 1999      | CVP     | EVP      |                                        |
|      | Leo Tindemans             | 1922–2014     | 19. Juli 1994    | 19. Juli 1999      | CVP     | EVP      |                                        |
|      | Jaak Vandemeulebroucke    | 1943          | 19. Juli 1994    | 14. Oktober 1998   | VU      | ERA      | Nachrückerin: Nelly Maes               |
|      | Frank Vanhecke            | 1959          | 19. Juli 1994    | 19. Juli 1999      | VB      | NI       |                                        |
|      | Anne Van Lancker          | 1954          | 19. Juli 1994    | 19. Juli 1999      | SP      | SPE      |                                        |
|      | Freddy Willockx           | 1947–2024     | 19. Juli 1994    | 19. Juli 1999      | SP      | SPE      |                                        |